# María de Masovia
María de Masovia (en polaco: Maria mazowiecka; c. 1408 o 1415 – 14 de febrero de 1454) fue duquesa de Pomerania por su matrimonio con Bogislao IX de Pomerania y más tarde regente del ducado de 1446 a 1449, hasta ser heredado y administrado por su sobrino, Erico de Pomerania.

## Biografía
María de Masovia nació a comienzos del siglo XV como la sexta hija de Siemowit IV, Duque de Masovia y su mujer Alejandra de Lituania, hija de Algirdas, Gran Duque de Lituania y hermana de Jogaila, rey consorte de Polonia por su matrimonio con Eduviges I.
Se casó en Poznan el 24 de junio de 1432 con Bogislao, duque de Pomerania-Wolgast-Stolpa en Stargard, primo-hermano de Erico de Pomerania, rey de Dinamarca, Noruega y Suecia (Unión de Kalmar), y su sucesor designado. El matrimonio reforzó la alianza entre el duque de Pomerania y el rey polaco Vladislao II de Polonia (nombre que adoptó Jogaila, hermano de María) contra la Orden Teutónica, que se vio privada del territorio que le conectaba con el Sacro Imperio. Por esa razón, la Orden Teutónica quio evitar la boda y Bogislao debió marchar a Poznan disfrazado de peregrino.
Tras la muerte de Bogislao el 7 de diciembre de 1446, María se convirtió en la regente de los dominios de su marido hasta 1449. El matrimonio tuvo 3 hijas, por lo que el heredero fue Erico de Pomerania, sobrino de María, que heredó el ducado en 1449 tras perder los tronos de los reinos escandinavos.
María de Masovia murió el 14 de febrero de 1454. Fue enterrada en la capilla del castillo de Stolpa. Durante la renovación del castillo en 1788 su sarcófago fue encontrado y quemado.

## Descendencia
- Sofía de Pomerania (1435 - 24 de agosto de 1497), desposada con Erico II de Pomerania.
- Alejandra de Pomerania (c. 1437 – 17 de octubre de 1451), prometida con Alberto III Aquiles, margrave de Brandenburgo en 1446.
- Hija de nombre desconocido (fallecida c. 30 de noviembre de 1449)